# Шабтай Донноло
Шабтай бен Авраам бен Йоель Донноло (івр. שבתי דונולו; 913 Орія — після 982) — греко-італійський і єврейський вчений в епоху Саадії гаона; автор оригінальних творів з медицини, астрономії та релігійно-філософського твору «Хахмоні» (івр. חכמוני; 946 рік).

## Біографія
У 12-річному віці потрапив у полон до арабів-фатимідів з Сицилії, які під проводом Абу Ахмета Джафара ібн-Убайда перебралися через Мессінську протоку у Калабрію й Апулію та пограбували місто Орія, причому десять пойменованих Донноло «вчених і благочестивих рабинів» вбили; решта мешканців, зокрема й сім'ю Донноло, вивезли у полон у Палермо, звідти до Північної Африки. Викуплений у місті Трані з полону, Донноло після різних мінливостей долі повністю віддався вивченню медицини, астрономії й астрології, незабаром досяг у них гучної слави та став придворним медиком візантійського базиліка (віцекороля) Євпраксія, який тоді керував Калабрією.
Розбагатівши від лікарської практики, Донноло використовував свої кошти на придбання математичних, астрономічних й астрологічних праць, ціни на які у той час — через їхню рідкість у християнських державах і переслідування власників із звинуваченнями у чаклунстві — досягали нечуваних цифр. Вивчаючи «науку грецьку й арабську, мудрість халдейську й індійську» та порівнюючи отримані відомості з даними, які містяться у Талмуді, Донноло дійшов висновку про повну їх тотожність у всьому, що стосується астрономії й астрології, всупереч думці, яка панувала у той час, що у європейських книгах немає нічого цінного з цих наук.
З метою удосконалитися у тодішніх знаменитостей, Донноло зробив далекі подорожі та дістався Вавилонії, де йому вдалося познайомитися з місцевим мудрецем Багдашем, якому, між іншим, він зобов'язаний великими знаннями з астрономії й астрології.

### Знайомий святого Ніла
Відповідно до розповіді біографа св. Ніла Молодшого, церковний поет й абат базиліанського монастиря Ніл Россанський (пом. у 1004 році) знав Донноло з дитинства як людину старанну до наук, а пізніше як видатного лікаря. Якось Донноло застав св. Ніла у хворобливому стані від надмірного умертвіння плоті. Коли Донноло по-дружньому запропонував йому засіб, який міг би врятувати його від загрозливої падучої хвороби, той відкинув пропозицію Донноло, мотивуючи це тим, що він не хоче прийняти ліки від єврея, щоб не давати останньому можливості похвалитися тим, ніби він вилікував його: це змусило б простодушних християн довірливо ставитись до євреїв.

## Праці

### Медицина
Медичні пізнання Донноло ґрунтуються, головним чином, на греко-римських джерелах, хоча назви рослин зустрічаються у нього арабською, він також цитує книгу Асафа бен Берехії. Фрагменти його оригінальної медичної праці «Sefer ha-Jakar» було видано Штейншнейдером (Berlin, 1867) по манускрипту бібліотеки Медичі у Флоренції (рукопис № XXXVII) і містять антидотарий, або книгу практичних порад для приготування лікувальних трав.

### Релігійна філософія
Головною працею Донноло є його релігійно-філософський твір «Хахмоні» — коментар до містичної «Книги творіння» (Сефер Єціра).
Вступ
У вступі автор намагається наблизити теологію до природознавства, причому широко користується для своїх висновків прикладами з анатомії та природознавства, а також з фактів повсякденного життя — явище безприкладне у тодішній єврейській літературі.
Говорячи про арістотелівські чотири елементи — вогонь, повітря, воду та землю, Донноло, щоб довести їхню спорідненість між собою, докладно зупиняється на різних досвідах штучного отримання одних елементів з інших, виявляючи прагнення обґрунтувати теоретичні положення на експериментах. Біблійний коментар наповнений різними містичними поєднаннями та перестановками літер й астрологічними таблицями. Наприкінці вступу знаходиться таблиця із зазначенням положення небесних світил у серпні 946 року.

#### Людський організм, як мікрокосм
Особливого розвитку набуло у Донноло давньоагадичне, засвоєне пізніше натурфілософською школою XVI століття (Парацельс та ін.) уявлення про те, що людський організм не що інше, як мікрокосм, світ у мініатюрі (עולם קטן), між яким і великим світом, макрокосмом, тобто всього всесвіту, існує подоба у всіх деталях:
- голова — подоба неба,
- череп — подібний до небесного склепіння,
- очі — подібні до небесних світил,
- кістки — скелях і т. д.

Було видано Д. Кастеллі під назвою «Il commenti di Rab. Donnolo sul libro della creazione», з цінним бібліографічним вступом (Флоренція, 1880), а потім також у Варшаві (1884).

## Пізні запозичення з творів Донноло
Частини його релігійно-астрологічного коментаря до кн. Буття (Бут 1:26) були знайдені дослівно в анонімній книзі про єврейську етику «Орхот цадікім» та в інших пізніших дидактичних творах.
У псевдосаадієвому (у стилі Саадії Гаона) коментарі до «Книги Творіння» знаходиться багато цитат з Донноло, саме з втраченого його коментаря до «Барайте Самуїла».
Епштейн показав, що великі вилучення з Донноло є також у коментарі Елієзера Рокаха (XIII століття) до «Книги Творіння», причому Елієзер запозичив у Донноло навіть таблиці та малюнки.
М. Гюдеман також вважав, що мідраш «Аґадот олам катан» багато запозичив з Донноло.